# Pròtesi amovible metàl·lica

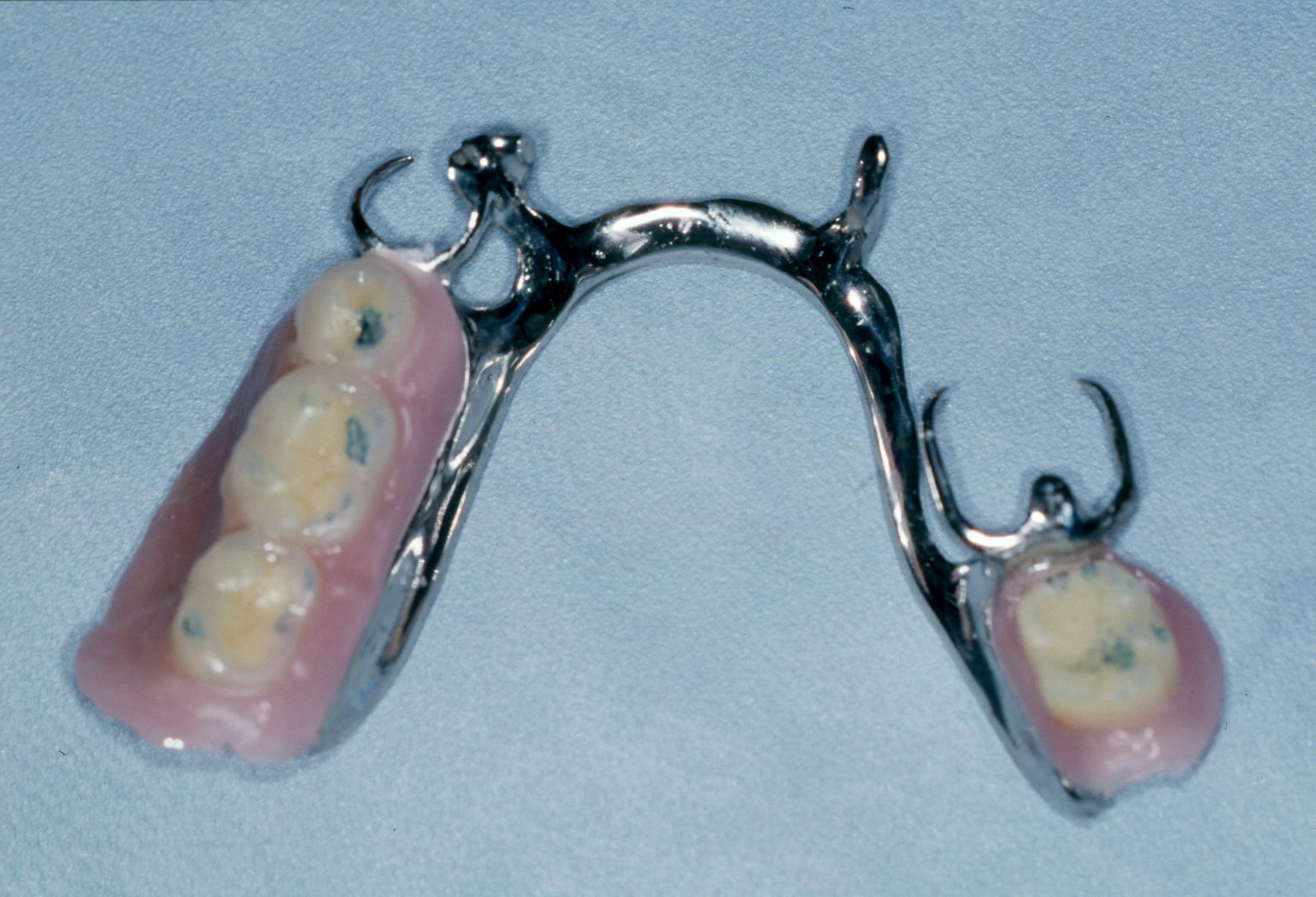
Pròtesi esquelètica inferior amb marques blaves en les cares oclusals d'haver estat recentment articulada.

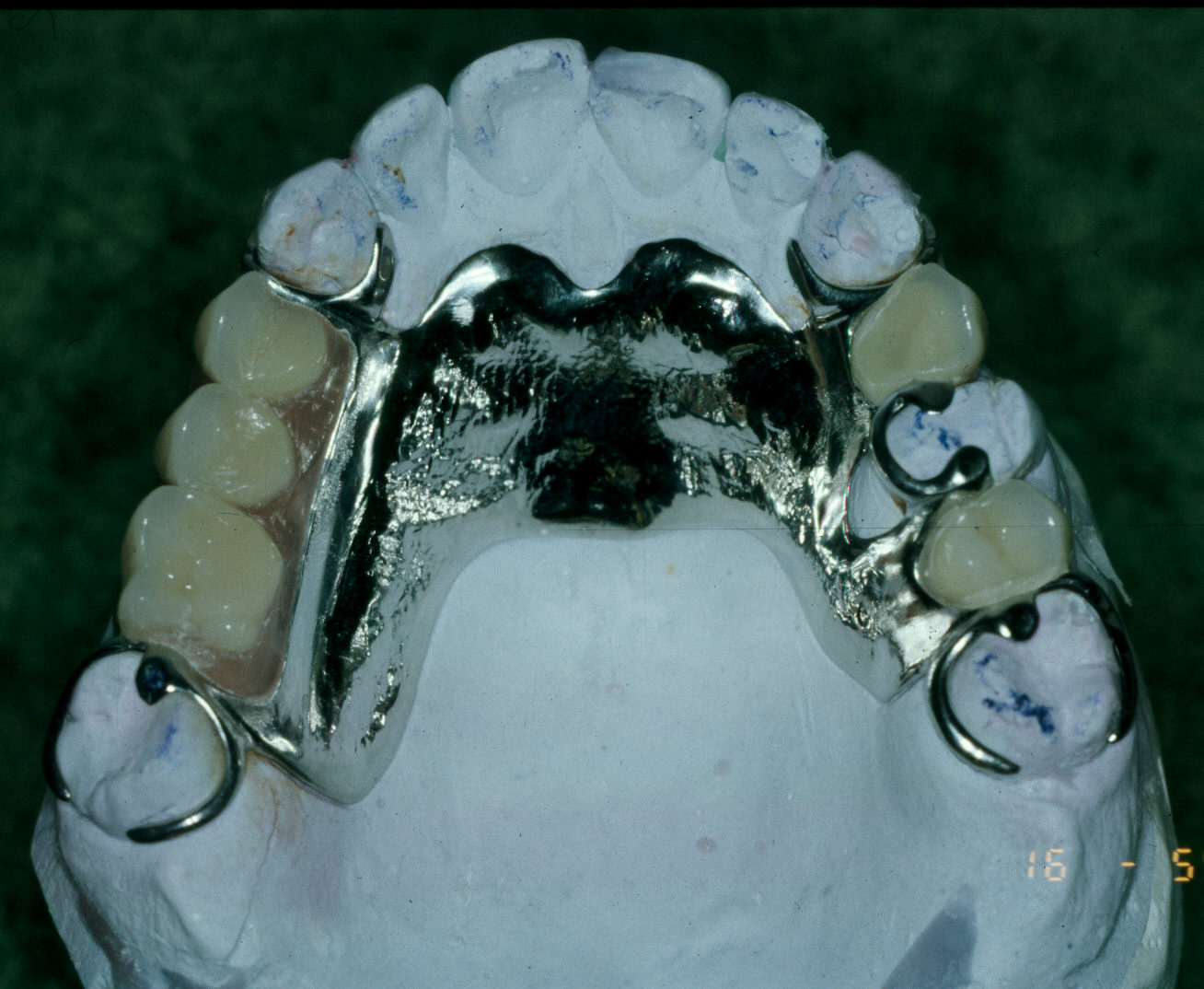
Pròtesi esquelètica superior.

Les  pròtesis dentals amovibles metàl·liques , també conegudes com a  esquelètiques , són pròtesis parcials dentomucosuportades. És a dir, se subjecten tant en les dents com en la mucosa, i es practiquen quan el pacient encara conserva algunes dents naturals. Aquestes pròtesis són amovibles, és a dir, el mateix pacient se les pot posar i llevar.
Es fan mitjançant una estructura metàl·lica (Base Metàl·lica) bugada (que pot ser de diferents aliatges, tant nobles com no nobles) a partir d'un patró de cera realitzat manualment, i amb l'ús de preformes, sobre els models de revestiment. Les dents i reconstruccions de la geniva són de resina acrílica.
Les parts de què es componen aquestes pròtesis, són:
- Connector major o armadura o estructura metàl·lica
- Connectors menors
- Retenidors
- Bases
- Suports oclusals
- Elements estabilitzadors i retenidors indirectes

## Connector major
És l'element bàsic (metàl·lic) de la pròtesi al qual van units la resta de components. Ha de tenir una rigidesa adequada per a una efectiva distribució de les forces produïdes durant la masticació.
Ha de complir els següents requisits:
- Rigidesa
- Respecte al suport osteo-mucós
- Comoditat per al pacient

Segons el tipus de disseny que realitzem, observem:

### Connectors majors del maxil·lar superior
- Planxa palatina de recobriment total
- Placa en forma d'U, en ferradura o tortuga
- Placa palatina única o planxa palatina 1/2
- Placa palatina anterior i posterior
- Barra palatina
- Doble barra palatina

### Connectors majors mandibulars
Els connectors més grans mandibulars es classifiquen en:
- Linguals :
  - Barra lingual; 1,6 mm, 3–4 mm de la vora gingival
  - Doble barra lingual
  - Placa lingual
  - Placa cingular
- Labials :
  - Barra labial
- Mixtes :
  - Swing-Lock

## Connector menor
És un element metàl·lic que serveix d'unió entre el connector major i altres elements de la pròtesi (com ara  retenidors  i  suports ). Han de ser molt rígids, reforçats i adaptats als espais interdentals que prèviament s'han de preparar a la boca. Les seves principals funcions són les següents:
- Uneixen les parts d'una pròtesi parcial al connector major;
- Transfereixen les càrregues funcionals rebudes a les dents pilars en què es recolzen;
- Transmeten les forces aplicades a qualsevol dels elements de les pròtesis parcials amovibles, al connector major i als teixits tous que els envolten.

## Retenidors o ganxos
Els retenidors de les pròtesis amovibles metàl·liques, són retenidors per prensió, que retenen a les pròtesis a la boca aplicant la seva acció sobre el contorn de la dent. Es construeixen i es colen al mateix temps que la resta de l'estructura metàl·lica.
Consten d'un  braç retentiu , que és la part activa del retenidor, havent de ser flexible i situant-se recolzat sobre l'esmalt per sota de la línia de màxim contorn. El  braç recíproc , rígid, és el que s'oposa a la força exercida pel braç flexible sobre la dent pilar.
Els retenidors o ganxos poden ser  Supra-retentius  o  Infra-retentius .
Els  Supra-retentius  són els que arriben a la zona retentiva oclusal.
Els  Infra-retentius  són els que arriben a la zona retentiva cervical.
Segons el punt d'unió amb l'estructura de la pròtesi, distingim:

### Retenidors d'unió proximal
- Retenidor d'Ackers
- Retenidor en forquilla
- Retenidor simple de braç únic
- Retenidor en anell

### Retenidors d'unió lingual
- Retenidor de Nally Martinet
- Retenidor de Bonwil
- Retenidor de pinça
- Retenidor amb sistema mascle femella

### Retenidors de barra (o amb braç accessori)
- Retenidor en T i en Y
- Retenidor en R
- Retenidor del sistema RPI

## Suports oclusals
Són suports tot element de la pròtesi amovible metàl·lica que descansi sobre una superfície dental, i serveixi per donar suport vertical a aquestes pròtesis. Prevé l'enfonsament de la pròtesi (enclavament), evitant així danys sobre mucosa i geniva. L'altra funció important dels suports és la distribució, cap a les dents pilars, de les forces rebudes durant la masticació. A més d'això, els suports s'han de realitzar per mesial dels premolars i molars, que es col·loquen sobre les dents del grup anterior es realitzen en els cíngols. Quant a la seva forma, poden ser triangulars en les dents del sector o grup posterior, i en forma de "dit" o "sostre de ranxo" en els del sector anterior.

## Bases
Són els components la principal funció dels quals és servir de suport a les dents artificials i a la resina estètica en forma de geniva. Aquestes bases transfereixen les forces oclusals a la mucosa i, per tant, també a les estructures orals que la suporten.
Aquestes també són conegudes com a topalls hístics, a part són les úniques estructures que poden fer contacte amb el teixit gingival.